# Sphegigaster indica
Sphegigaster indica är en stekelart som beskrevs av Sureshan och T.C. Narendran 2002. Sphegigaster indica ingår i släktet Sphegigaster och familjen puppglanssteklar. Inga underarter finns listade i Catalogue of Life.